# پاتریک سوفو
پاتریک سوفو (انگلیسی: Patrick Suffo؛ زادهٔ ۱۷ ژانویهٔ ۱۹۷۸) یک بازیکن فوتبال اهل کامرون است.
وی همچنین در تیم ملی فوتبال کامرون بازی کرده و در جام جهانی فوتبال ۲۰۰۲ به میدان رفته است..